# Margaret Murdocková
Margaret L. Murdocková rozená Thompsonová (* 25. srpna 1942 Topeka) je bývalá americká sportovní střelkyně, specialistka na malorážkové disciplíny. Na Letních olympijských hrách 1976 se stala první ženou, která získala olympijskou medaili ve střelbě.
Střelbě se věnovala od jedenácti let. Vystudovala chemii na Kansaské státní univerzitě a působila jako armádní střelecká instruktorka na základně Fort Benning. Získala dvě zlaté medaile na Panamerických hrách (1967 a 1975) a čtyři zlaté na mistrovství světa ve sportovní střelbě (1966, dvakrát 1970 a 1974). Vytvořila čtyři individuální a devět týmových světových rekordů.
Na LOH 1976 byla historicky první ženou v americkém střeleckém týmu. V disciplíně malorážka 50 m tři pozice získala 1162 bodů a původně byla klasifikována na prvním místě, po přezkoumání výsledků se však ukázalo, že její týmový kolega Lanny Bassham dosáhl stejné bilance. Bassham navrhl, aby se zlatá medaile rozdělila, ale podle pravidel rozhodla o celkovém vítězi poslední položka, kterou měl Bassham lepší a odsunul tak Murdockovou na druhé místo. Při slavnostním vyhlášení vítězů symbolicky přizval Bassham Murdockovou na nejvyšší stupeň. Byl to jediný případ v historii olympijské střelby, kdy žena získala medaili ve smíšené soutěži (od roku 1984 se vypisují zvláštní disciplíny pro ženy).
Po olympiádě Murdocková ukončila sportovní činnost a začala pracovat jako anestezioložka v univerzitní nemocnici v Kansas City.